# Fozzy Whittaker
Foswhitt Gerald Whittaker, detto Fozzy (Pearland, 2 febbraio 1989), è un giocatore di football americano statunitense che gioca nel ruolo di running back per i Carolina Panthers della National Football League (NFL). Al college giocò a football coi Texas Longhorns.

## Carriera professionistica

### Arizona Cardinals
Dopo non essere stato scelto nel Draft NFL 2012, Whittaker firmò con la squadra di allenamento degli Arizona Cardinals. Fu svincolato l'11 marzo 2013 senza essere mai sceso in campo.

### San Diego Chargers
Il giorno successivo firmò coi San Diego Chargers. Con essi disputò le prime tre partite da professionista, venendo svincolato dopo il primo mese di stagione regolare.

### Cleveland Browns
Il 30 settembre 2013, Whittaker firmò coi Cleveland Browns con cui disputò il resto della stagione 2013, con 11 presenze, di cui due come titolare, e 2 touchdown su corsa. Il 12 maggio 2014 fu svincolato.

### Carolina Panthers
Il 27 luglio 2014, Whittaker firmò coi Carolina Panthers dopo l'infortunio del running back rookie Tyler Gaffney. Grazie a una pre-stagione positiva, riuscì ad entrare nei 53 uomini per la stagione regolare. Il 3 gennaio 2015 nel primo turno di playoff, Whittaker segnò un cruciale touchdown su una ricezione da 39 yard che permise ai Panthers di superare nel terzo periodo gli Arizona Cardinals, andando poi a vincere per 30-16.
Il 9 marzo 2015, Whittaker firmò un rinnovo contrattuale biennale con i Panthers.

## Palmarès

### Franchigia
- National Football Conference Championship: 1

Carolina Panthers: 2015

## Statistiche
| Partite totali      | 39  |
| Partite da titolare | 1   |
| Yard corse          | 332 |
| Touchdown su corsa  | 2   |

Statistiche aggiornate alla stagione 2015